# Team Nogueira
Team Nogueira é uma rede de academias de luta brasileira fundada em 2009 que realiza treinamentos de vários tipos de artes marciais como kickboxing, muay thai, savate, jiu-jitsu, judô, karatê, MMA, submission e boxe, tendo como idealizadores os irmãos gêmeos Antônio Rodrigo "Minotauro" Nogueira e Antônio Rogério "Minotouro" Nogueira em parceria com o empresário Éric Lobão. A Team Nogueira tem atletas que competem em eventos como UFC, Bellator, Jungle Fight, entre outros eventos internacionais. A academia tem unidades no Brasil, Estados Unidos e Emirados Árabes Unidos.
Em 2013, foi anunciado que uma atleta da equipe, Juliana Velásquez, enfrentaria um homem, Emerson Falcão, da Nova União, no Shooto Brasil 45. Após a polêmica, foi esclarecido que na verdade, tratava-se de uma ação de conscientização em relação à violência contra a mulher.

## Atletas notáveis
Relação de alguns dos principais atletas que são ou foram membros da equipe.
- Anderson Silva (Ex-campeão Peso Médio do UFC)
- Rafael "Feijão" Cavalcante (Ex-campeão Meio Pesado do Strikeforce e Lutador do UFC)
- Junior "Cigano" dos Santos (Ex-campeão Peso Pesado do UFC)
- Patricio Freire (Campeão Peso Pena do Bellator)
- Patricky Freire (Lutador do Bellator)
- Santiago Ponzinibbio (Lutador do UFC)
- Rousimar "Toquinho" Palhares (Ex-lutador do UFC)
- Thiago "Big Monster" Santos (Lutador do Bellator)
- Erick Silva  (Lutador do UFC)
- Fábio Maldonado  (Lutador do UFC)
- Vinicius "Spartan" Queiroz  (Lutador do Bellator e ex-lutador do UFC)
- Patricio Pitbull  (Lutador do Bellator)
- Jonas Bilharinho (Lutador do Jungle Fight)
- Antônio "Pezão" Silva  (Lutador do UFC)
- Antônio Braga Neto  (Lutador do UFC)
- Antônio Rodrigo "Minotauro" Nogueira (Ex-campeão Interino Peso Pesado do UFC e ex-campeão Peso Pesado do PRIDE)
- Antônio Rogério "Minotouro" Nogueira (Lutador do UFC)
- Rony Jason  (Lutador do UFC e campeão do TUF Brasil 1)